# 독일의 수신료 징수제
독일은 제1공영방송인 ARD(Arbeitsgemeinschaft der öffentlich-rechtlichen Rundfunkanstalten der Bundesrepublik Deutschland, 연합조직)와 제2텔레비전인 ZDF(Zweites Deutsches Fernsehen, 단일조직)의 운영을 위해 방송수신료를 징수하고 있다.

## 독일의 공영방송사

### 공영방송사 간의 비교
독일의 제 1공영방송사인 ARD(Arbeitsgemeinschaft der öffentlich-rechtlichen Rundfunkanstalten der Bundesrepublik Deutschland)는 전국 14개 미디어청(Medienanstalten)으로 구성된 연합기관이며, 9개의 지역공영방송사를 두고 있다. ARD의 지역방송사 9개는 전국채널 das Erste를 공동으로 운영하는데,‘방송기여도분담비율’(Fernsehvertragsschluessel)에 따라서 프로그램의 제공이 결정된다. ARD의 회원사 9개 지역공영방송들은 자체적으로 ‘제3공영채널’(drittes Programm)을 지역에 따라 별도로 송출한다.
독일의 제 2공영방송사인 ZRF(Zweites Deutsches Fernsehen)는 1961년 연방정부가 제 1공영방송사의 여론독점을 저지하고 방송사 간의 공정한 경쟁을 통해 다양한 여론을 대변할 수 있도록 하기 위해 만든 방송사이다. ZDF는 단일조직으로 1개의 전국채널만을 운영하고 별도의 지역공영채널은 운영하지 않는다.

### 방송수신료 수익
독일의 방송수신료는 한달에 약 17유로이다. 독일공영방송사의 방송수신료수입은 연간 40억 유로 선을 유지해왔고, 독일미디어청연합(ALM)의 2015년 연례보고서(Jahrbuch)에 따르면 방송수신료수입은 2014년 예측 47억 7400만 유로(약 6조 6836억 원)규모를 보여 역대 최고액을 징수했다. 방송광고판매 순수입은 42억 8900만 유로(약 6조 46억 원)로 방송수신료보다 약 5억 유로 낮았다. 독일의 공영방송사들은 높은 수신료를 부과하는 대신 광고시간을 전체방송송출 시간의 2%로 제한한다.

## 독일 수신료 제도의 변천사

### 1970년대 ~ 2012년
1. 매월 수수료: 라디오 - 5.76유로(분기 17.28유로), TV: 17.98유로(분기 53.94유로)이며 라디오와 TV를 모두 보유할 경우 TV에 대한 수수료를 납부한다.
2. 수신료를 부담해야 하는 사람: 방송수신을 위한 장비를 가지고 있는 자, 자동차에 부착된 라디오도 포함
3. 방송수신장비에 해당하는 기기들: 수신경로와는 상관없이 방송 프로그램을 수신하는 장비. 전통적인 라디오나 TV 이외에도 신종의 방송기기(스마트폰, PDA) 그리고 만일 특별한 장소에서 시청 가능하도록 하기 위한 것이라면 라디오나 TV에 연결된 확성기나 모니터도 해당된다. 신종방송기기는 라디오 요금이 적용된다.
4. 수수료 납부 의무 시작일: 장비를 들여 놓은 그 달의 1일부터 수신료 납부 의무 발생.
5. 수수료 납부 의무 종료일: 장비를 없앤 그 달이 경과함과 동시에. 사전 신고를 해야 하며 장비를 없앤 후 늦게 신고할 경우 환불이 불가능하다. 그리고 장비의 퇴거는 서면으로 해야 하고, 서명이 필요하다. 주인이 장기간 출타 중이더라도 방송 수신 장비를 제거하지 않은 이상, 수신료 납부 의무가 있다. (독일의 수신료 징수 센터(GEZ)에 신고해야 한다.)
6. 대학생과 직업연수생도 장송장비를 신고하고 수신료를 납부해야 한다. 부모님 댁에 살 때에 부모님이 신고하였고, 본인들의 소득이 월 281유로 이하일 경우 신고할 필요가 없다.
(2008.07.01 이후 적용)
7. 군인이나 공익요원은 본인의 집에서 신고를 했어도, 근무지나 부대에 다른 방송 장비를 가지고 있다면 신고해야 한다.
8. 집을 여러 채 보유하고 있더라도 별도의 신고가 필요하다.
9. 실업자, 중증 장애자, 저소득층 등 면제자는 자동으로 등록이 되는 것이 아니라 본인이 반드시 면제 신청을 해야 한다.
10. TV 수신료가 신고 된 동거인의 집으로 이사를 가게 될 경우 신고된 장비를 공동으로 사용하면 별도로 납부할 필요가 없다. 또한 자신의 방에 장비를 별도로 설치하거나 차량에 설치한다면 별도의 수신료를 내야 한다.

### 2013년 1월 1일 방송분담금국가협약 실행
독일 방송 기여금은 방송분담금국가협약(rundfunkbeitragsstaatsvertrag, RBStV, RBeitrStV)에 근거해 징수된다. 방송분담금국가협약(RBStV)는 독일 16개 연방주 간의 토론을 통해 체결되었으며 2013년 1월 1일에 발효 되었다.

## 방송분담금국가협약

### 관련 조항
제 1조는 방송국가협약 제12조 제1항에 명시된 재정 조달의 역할과 원칙에 따라야 한다는 기본방향을 제시하면서, 방송분담금을 방송국가협약 제40조에 명시된 특별 임무를 위한 재정으로 규정한다. 방송국가협약 제 12조는 공영방송의 합헌적이며 법률적인 역할 수행을 가능하도록 하고 공영방송의 유지와 발전을 보장하기 위한 재정조달의 내용을 담고 있다.
제 2조와 3조에서는 자연인에 대한 개별적 분담금(제 5조의 비개별적 분담금과 구분)과 주택에 대한 법적 성격을 규정하고 있는데, 주택 소유자와 주택의 거주 신고자를 개인으로 구분하고, 주거지의 구조나 크기에 구분 없이 자연인의 거주공간을 주택으로 규정하고 있다. 제 4조는 방송분담금 면제와 대상자를 규정하는데, 사회보장법에 근거한 생계수입부족자, 실업수당 및 사회급부금의 수령자, 망명 수급권자는 면제 대상이며 시력과 청력 상실자는 1/3의 감면 대상자로 정하고 있다.
제 5조는 비개별적 분담금을 규정하고 있다. 작업장의 규모에 따라 분담금의 액수를 규정하는데 0~8명(1/3가구), 9~19명(1가구), 20~49명(2가구) 등으로 구분하며 최대 2만명 이상의 작업장은 180가구에 해당하는 납부액을 적용한다. 제 6조는 작업장의 개념적 정의를 제 7조는 방송분담금의 지급방법과 시효, 그리고 제 8조는 신고의무를 규정하고 있다. 제 10조는 방송분담금의 수령자와 지참채무, 상환, 집행에 대한 규정으로 방송분담금은 ARD와 방송재정협약에서 규정한 도이칠란트라디오, 미디어청 그리고 ZDF에 배분된다는 내용을 담고 있다.
제 11조는 개인정보 사용에 관한 규정으로, 방송분담금 채무자에 대한 개인정보 수집과 처리는 각 주 정부의 정보보호법에 준하되, 채무자에 대한 정보는 필요에 따라 해당 주의 법이 정한 감독관청이 요구하는 정보를 제공할 의무를 정하고 있다. 제 12조는 규정 위반에 대한 벌칙으로, 분담금 납부 의무를 1개월 이내에 신고하지 않거나 방송분담금을 6개월 이상 납부하지 않을 경우 벌금을 부과한다는 내용이다. 벌금 부과는 공영방송사의 신청을 통해 가능하며 위반에 대한 정보는 각 절차가 끝난 후 1년 이내에 말소되어야 한다.

### 징수 대상
방송 기여금을 지불 할 책임이 있는 사람은 법적 연령의 거주자들이고 이들은 국적에 영향을 받지 않는다. 도면을 구별하는 것이 어렵기 때문에 모든 세입자와 주거지에 등록 된 모든사람들이 거주자로 간주되는 것이 기본적인 규칙이다.
공유 숙소(shared accommodation)나 그룹 주거지와 같이한 명 이상의 거주자가 있을 경우, 한 거주자가 나머지 거주자들을 대신해 방송 기여금을 지불하고 나머지 사람들은 지불한 거주자에게 자신들의 몫을 지불해야 한다. 주거지란 거주하고 잠을 자기 위해서 이용되며, 독자적 현관문이 있고, 다른 집을 거쳐서 들어가지 않는 모든 독립된 가구를 말한다.

### 납부 방식
방송분담금조약은 분기별 납부액 지급일정을 제시한다. 따라서 만기(Falligkeit)는 3개월 기간의 중간에 있다. 그리고 납부자는 분기별(52.50유로), 반기별(105.00유로), 연도별(210.00유로) 중 하나를 선택할 수 있다.

### 금액의 결정
방송 기여금의 양은 방송재정수요조사심의위원회(Kommision zur Emittlung des Finanzbedarfs der Rundfunkanstalten: KEF)에서 제안되고 연방 의회의 법에 의해 결정된다. 방송 기여금에는 그 해의 물가가 반영되며 2013년 1월 법 개정 이후 한 달에 17.98 유료였던 방송 기여금은 2015년 4월 1일 이후 한 달에 17.5유로로 감소하였다.

## 방송재정수요조사심의위원회(KEF)의 구성과 역할
독일의 방송 수신료의 특징은 독립 기관인 방송재정수요조사위원회(KEF)가 예산에 대한 감사와 분배를 담당한다는 점이다. 1975년에 설립된 KEF는 ARD와 ZDF, Deutschlandradio, ARTE가 제출한 방송운영예산안을 검토하고 승인하는 단체로서, 운영을 위한 법적근거는 ‘방송과 텔레미디어에 대한 협약(RStV)’과 ‘방송재정주간협약’에 두고 있다.
KEF는 공영방송사에 대한 감사 결과를 2년마다 보고서로 제출하며, 1997년 이후부터 4년마다 방송수신료의 적정금액을 제안하는 권한을 갖고 있다. RStV엔 KEF의 역할이 몇 가지 정의되어 있는데, 대표적으로는 ‘공영방송이 운영하는 텔레미디어를 변형한 매체의 감사와 재정지원’, ‘공영방송사들의 재정요구안 검토’, ‘공영방송사의 사업에 대한 사업과 재정검토 평가’ 등이다.
KEF는 독립기관으로서 기능하기 때문에 방송재정주간협약에 따라 방송이나 정치에 관여된 인사들은 위원회의 위원으로 위촉될 수 없다. KEF 위원들은 위탁업무이행이나 명령 등의 활동에 얽매이지 않는 완전한 독립위원회이다. 방송재정주간협약에 근거하여 KEF 위원은 총 16인으로 구성되며, 위원 중 1인은 의장(Vorsitzenden)과 1~2명의 대리인(stellvetreter)이 선출되어 대표직을 담당하게 된다. KEF위원은 각 주의 국무총리(Ministerpraesidenten)의 제정에 따라 임명되는데, 위촉받은 인사는 직책을 거부할 수 있으며 이미 임명된 위원직도 취소가 가능하다. 법에 따른 임기는 5년이며, 연임이 가능하다.
방송재정주간협약 ‘KEF의 임무와 권한’에 명시된 업무는 공영방송사에 대한 지속적인 감시기관 역할이다. KEF가 실시하는 공영방송사의 재정 감사는 물론 공영방송사의 소득활동을 평가하는 임무는 방송재정위원회의 주요 업무들이다. KEF의 가장 큰 권한으로 판단되는 공영방송사가 요청한 재정지원 항목의 이행사항을 평가하며 이를 위해 공영방송사의 방송정보를 바탕으로 지역사회에 기여하는 정도를 수치로 환산하는 작업도 진행한다. 재정지원 항목에 대한 이행사항 평가는 공영방송사의 과잉재정지원을 감시하기 위함이며, 과잉재정에 대한 기준을 명확하게 하기 위해서 재정요건을 평가하고 결정하기 위한 방법을 만드는 사업도 진행하게 된다. 만약 KEF가 공영방송사의 활동을 평가하는데 있어 추가인력이나 외부인사의 충원이 필요할 경우, 제 3읜 인사에게 자문을 신청할 수 있다.
KEF가 징수된 방송수신료를 분배하는 방식은 공영방송사의 구모와 사업내역, 방송기여수준에 따라서 결정된다. 공영방송사는 2년 마다 재정요구안을 KEF에 신고하여 운영을 위한 기금을 요청하게 되는데, 이 때 방송사들은 자사의 재정요구에 대한 설명과 근거 등을 제출하게 된다. 앞서 언급한 것처럼 흑자폭에 대해서는 지원금에서 차감하며, 적자폭
제출받은 재정요구안에 따라 KEF는 프로그램의 자율성과 지속성, 신규 사업 및 인프라 구축 등을 고려하여 재정수요를 검토하고 평가하는데, 예산집행의 경제성과 절약이라는 기본원칙을 최우선 잣대로 평가하게 된다. ARD와 ZDF, Deutschlandradio, ARTE에게는 자사가 제출한 재정지원요청안에 대해 KEF에 설명할 수 있는 자리가 마련된다. KEF는 2년마다 재정보고서를 발간하는데, 이 보고서에는 공영방송사의 재정상황이 정확하게 제시되어야 하며 만약 재정지원 변화나 방송수신료 조정이 필요할 경우 이를 제안하도록 되어 있다.